# Matilda Koen-Sarano

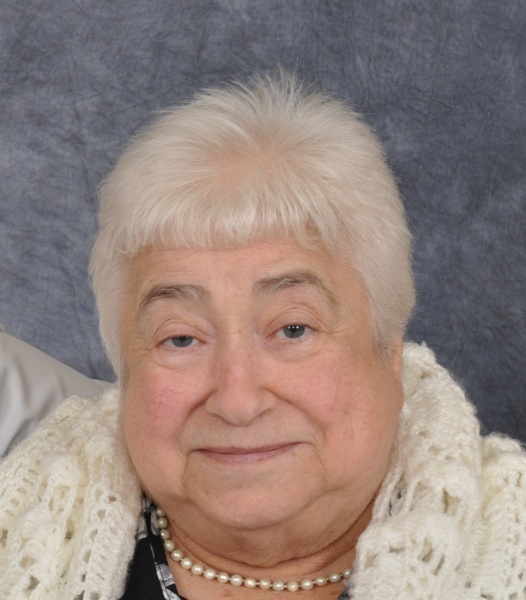
Matilda Koen-Sarano in oktober 2016

Matilda Koen-Sarano (Hebreeuws: מתילדה כהן-סראנו) (Milaan, 31 juli 1939 – 4 juni 2024) was een Israëlische schrijfster van Turks-Joodse afkomst. Ze was een van de bekendste schrijvers in het Ladino.

## Biografie
Sarano werd in een Sefardische familie in Milaan geboren. Haar ouders, Alfredo Sarano en Diana Hadjes, waren allebei in Aydın (Turkije) geboren. Haar vader leefde tot 1925 op Rhodos en emigreerde vervolgens naar Milaan, Italië. Haar moeder woonde tot 1938 in İzmir en verhuisde na het huwelijk met haar vader naar Milaan. Tijdens de Tweede Wereldoorlog dook het gezin onder in de Italiaanse Alpen vanwege het antisemitisme van het nazi-regime. In 1960 huwde Matilda Sarano met Aaron Koen en maakte alia naar Israël.

## Literaire werken
- (lad) (he)  Kuentos del folklor de la famiya djudeo-espanyola + kaseta de kuentos. Kana, Jerusalén, 1986
- (lad) (he)  Djohá ke dize?, Kana, Jerusalén, 1991
- (lad) (he)  Konsejas i konsejikas del mundo djudeo-espanyol, Kana, Jerusalén, 1994
- (lad) (he)  Lejendas i kuentos morales de la tradisión djudeo-espanyola, Nur, Jerusalén, 1999.
- (lad) (he)  Sipuré Eliau Anaví, kon notas de Shifra Safra, Midrashiat Amalia, Jerusalén, 1993-4
- De Saragoza a Yerushaláyim, Ibercaja, Zaragoza, 1995
- (it)  Storie di Giochà, en dos ediciones: una para escuelas (1991) y otra para el público en general. Sansoni, Firenze, 1990
- (it)  Le storie del re Salomone. Sansoni, Firenze, 1993.
- (lad)  King Solomon and the Golden Fish, kon notas sientífikas de Reginetta Haboucha, Wayne State University Press, Detroit, Míchigan, 2004. (en)
- (lad) (he)  Ritmo antiko, poezías i kantigas, Edisión de la Autora. Jerusalén, 2005
- (lad)  Por el plazer de kontar - Kuentos de mi vida. Selection of stories. Nur Afakot. Jerusalén, 2006.
- (lad)  Kuentos salados djudeo-espanyoles, Editorial Capitelum, Valencia, 2000.
- (en) (lad)  Folktales of Joha, Jewish Trickster. Translation to by David Herman, Jewish Publication Society, Philadelphia 2003.
- (lad) (he)  El kurtijo enkantado, Kuentos populares djudeo-espanyoles. Nur Hafakot, Jerusalén, 2003.
- (lad)  Kuentos del bel para abasho” Kuentos djudeo-espanyoles, Ed. Shalom, Estambul, 2005.
- (lad)  Kon bayles i kantes, Sefaradis de dor en dor. Estambul, 2009.
- (lad) (he)  Vejés liviana, kuentos djudeo-espanyoles. Nur Hafakot, Jerusalén, 2006.

- Bibliothèque nationale de France: cb135222377 (data)
- Gemeinsame Normdatei: 137800541
- International Standard Name Identifier: 0000 0000 7837 0221
- Library of Congress Control Number: n91078177
- Nationale Bibliotheek van Israël: 987007264153005171
- Nederlandse Thesaurus van Auteursnamen: 191173584
- Système universitaire de documentation: 050269526
- Virtual International Authority File: 90728170
- WorldCat: E39PBJbtmGVFFP8Ky8XhFgcgKd